# Niels Hallin
Niels Charles Bentzen Hallin (16. december 1832 i København – 29. januar 1870 sammesteds) var en dansk jernstøber og legatstifter.
Han var søn af møllersvend, senere fiskebløder og vært i Bødkerkroen Jacob Christian Bentzen Hallin (1799-1839) og Cæcilie Elisabeth Poulsen (1806-1883, gift 2. gang med bødker Jens Jørgen Poulsen, død 1844). Hallin mistede tidligt sin far og blev derefter sat i Vajsenhusets skole. Han stod i lære hos maskinfabrikanterne Gamst & Lund og blev svend 1852. Året efter tog han til England, hvor han arbejdede han forskellige steder, senest og længst hos skibsbyggerfirmaet J. Scott Russel & Co. I 1858 kom han tilbage til fædrelandet og fik ansættelse som anden mester på jernstøberiet hos Baumgarten & Burmeister (senere Burmeister & Wain).
Han blev i 1865 den første formand i bestyrelsen for Arbejdernes Byggeforening, der blev stiftet 20. november dette år på et møde af Burmeister & Wains arbejdere, og var formand til sin tidlige død i 1870. Baseret på sine oplevelse af arbejderforeninger i England var Hallin en trofast støtte af lægen F.F. Ulriks plan om at sørge for, at arbejderne fik bedre og sundere boliger. Ulrik blev næstformand for foreningen.
Foreningen satte et minde på hans grav på Assistens Kirkegård og lod en af gaderne i bebyggelsen (Kartoffelrækkerne) mellem Øster Farimagsgade og Øster Søgade opkalde efter Hallin.
Hallin var også legatstifter.
Hallin blev gift 26. maj 1865 i Vor Frue Kirke med Johanne (Hanne) Petrine Dorothea Seeberg (5. februar 1839 i København – 5. marts 1913 sst.), datter af høker Christian Ferdinand Seeberg (ca. 1806-1842) og Dorothea Sophie Frederikke Knudsen (født 1807).
Der findes et litografi af Harald Jensen fra 1870 efter foto.